# Moravice (ort)
Moravice är en ort i Tjeckien. Den ligger i den östra delen av landet, 240 km öster om huvudstaden Prag. Moravice ligger 551 meter över havet och antalet invånare är 268.
Terrängen runt Moravice är huvudsakligen platt, men österut är den kuperad. Moravice ligger uppe på en höjd. Runt Moravice är det ganska glesbefolkat, med 43 invånare per kvadratkilometer. Närmaste större samhälle är Opava, 15,8 km nordost om Moravice. Omgivningarna runt Moravice är en mosaik av jordbruksmark och naturlig växtlighet.